# Juhar Tarigan
Juhar Tarigan is een bestuurslaag in het regentschap Karo van de provincie Noord-Sumatra, Indonesië. Juhar Tarigan telt 626 inwoners (volkstelling 2010).